# Yamaha Niken
 (juin 2024).
La mise en forme du texte ne suit pas les recommandations de Wikipédia : il faut le « wikifier ».
Les points d'amélioration suivants sont les cas les plus fréquents. Le détail des points à revoir est peut-être précisé sur la page de discussion.
- Les titres sont pré-formatés par le logiciel. Ils ne sont ni en capitales, ni en gras.
- Le texte ne doit pas être écrit en capitales (les noms de famille non plus), ni en gras, ni en italique, ni en « petit »…
- Le gras n'est utilisé que pour surligner le titre de l'article dans l'introduction, une seule fois.
- L'italique est rarement utilisé : mots en langue étrangère, titres d'œuvres, noms de bateaux, etc.
- Les citations ne sont pas en italique mais en corps de texte normal. Elles sont entourées par des guillemets français : « et ».
- Les listes à puces sont à éviter, des paragraphes rédigés étant largement préférés. Les tableaux sont à réserver à la présentation de données structurées (résultats, etc.).
- Les appels de note de bas de page (petits chiffres en exposant, introduits par l'outil «  Source ») sont à placer entre la fin de phrase et le point final[comme ça].
- Les liens internes (vers d'autres articles de Wikipédia) sont à choisir avec parcimonie. Créez des liens vers des articles approfondissant le sujet. Les termes génériques sans rapport avec le sujet sont à éviter, ainsi que les répétitions de liens vers un même terme.
- Les liens externes sont à placer uniquement dans une section « Liens externes », à la fin de l'article. Ces liens sont à choisir avec parcimonie suivant les règles définies. Si un lien sert de source à l'article, son insertion dans le texte est à faire par les notes de bas de page.
- La présentation des références doit suivre les conventions bibliographiques. Il est recommandé d'utiliser les modèles {{Ouvrage}}, {{Chapitre}}, {{Article}}, {{Lien web}} et/ou {{Bibliographie}}. Le mode d'édition visuel peut mettre en forme automatiquement les références.
- Insérer une infobox (cadre d'informations à droite) n'est pas obligatoire pour parachever la mise en page.

Pour une aide détaillée, merci de consulter Aide:Wikification.
Si vous pensez que ces points ont été résolus, vous pouvez retirer ce bandeau et améliorer la mise en forme d'un autre article.

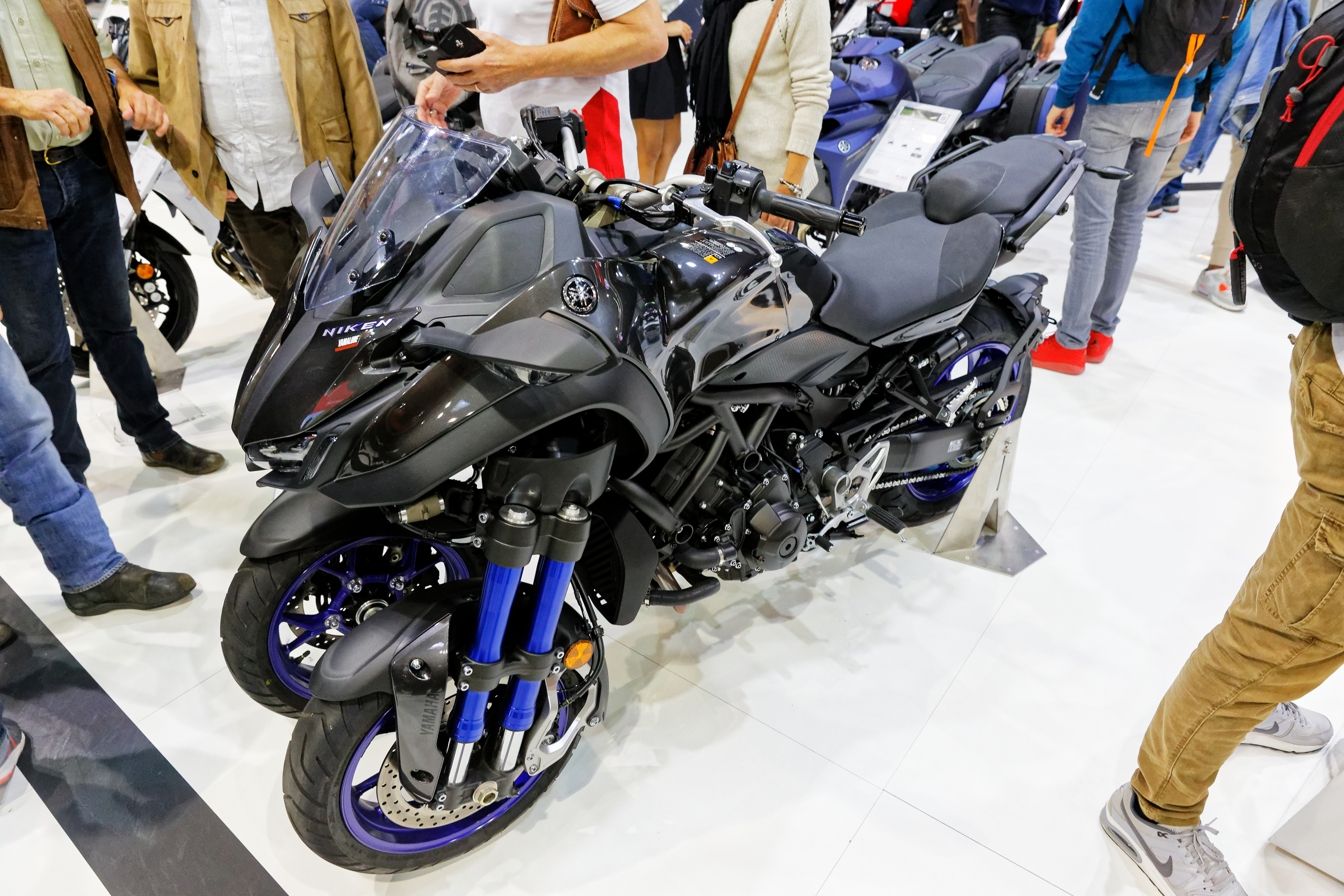
Niken au salon Mondial de l'Automobile 2018 à Paris.

La Yamaha Niken est une moto à trois roues inclinable de 847 cm3, fabriquée depuis 2018 par Yamaha Motor et vendue dans le monde entier.

## Aperçu
Le Niken est une version commerciale du concept bike « MWT-9 » annoncé par Yamaha en 2015. Faisant partie de la gamme de motos LMW de Yamaha - Leaning Multi Wheel - le Tricity de 125 cm3 était déjà apparu en 2014. Le concept de base est que les deux roues avant se déplacent conjointement lorsque la carrosserie du véhicule est inclinée, tandis que la carrosserie peut être déplacée comme une moto normale.
Le nom Niken est un mot inventé signifiant « deux épées », faisant référence au mouvement dynamique des deux roues avant comme les deux lames d'un maître d'épée.
Le concept de développement s'appelait « Nouveau type d'agilité et de contrôlabilité ».
Le modèle a été présenté comme véhicule concept au Salon automobile de Tokyo en 2015 et lancé au salon de 2017. Sa sortie au Japon a été annoncée le 13 septembre 2018 et la réception des commandes a commencé le même jour.

## Technologie
Équipement du véhicule :

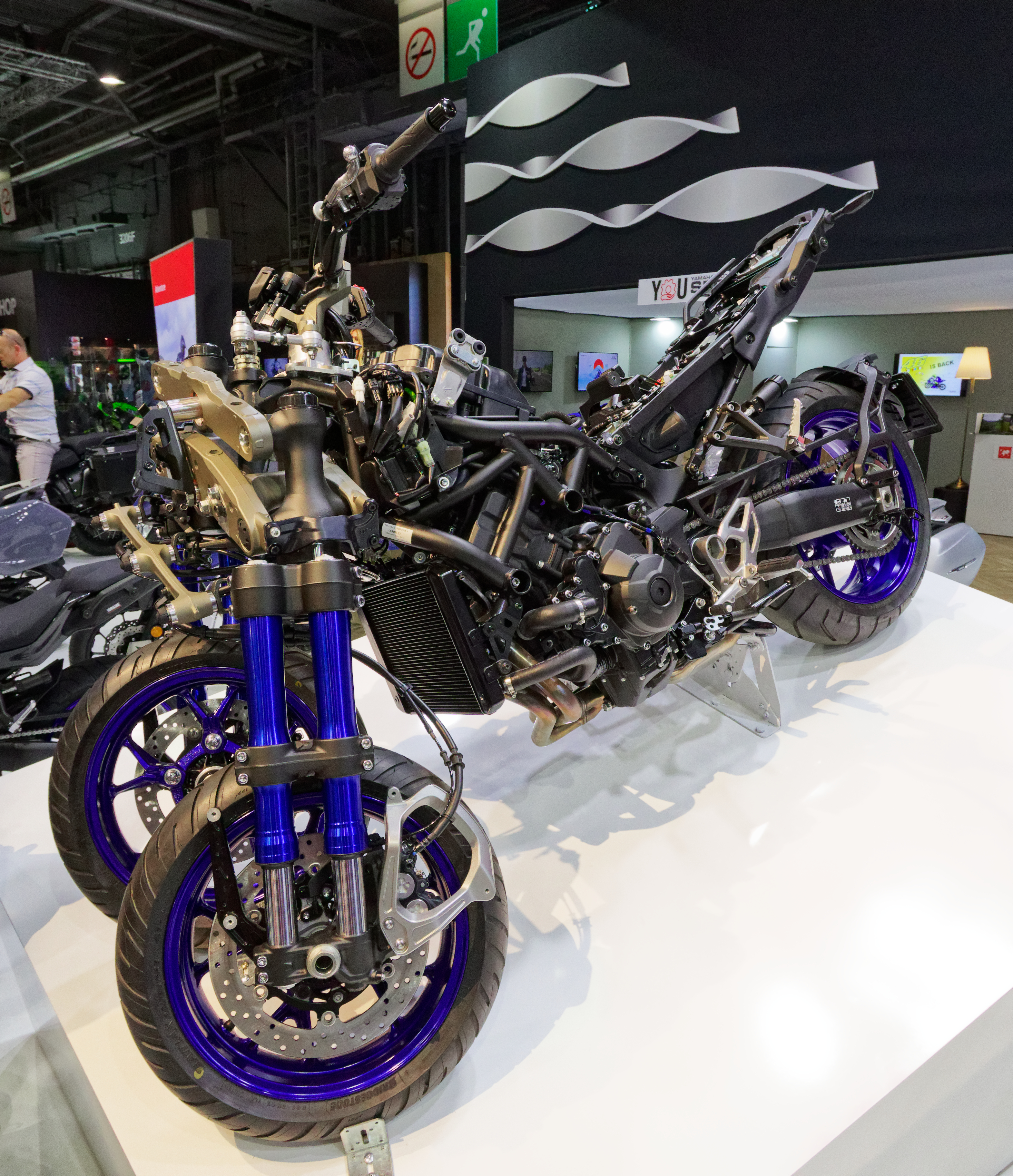
Détails des suspensions du Niken.

Moteur trois cylindres en ligne refroidi par eau, mécaniquement identique aux Yamaha MT-09 et Tracer 900 sportives "naked", bien que le rapport de transmission et la configuration de l'ECU aient été modifiés
- ABS ( système de freinage antiblocage ) en équipement standard. Chacune des trois roues possède son propre capteur de rotation et son propre dispositif de commande des freins et est contrôlée individuellement.
- Régulateur de vitesse
- Embrayage à glissement assisté
- Système de Quick shift
- Système de contrôle de traction (TCS)
- Fonction de changement de mode de conduite
- Accélérateur électrique YCC
- Réservoir de carburant de 18,7 litres

Le Niken dispose la fourche avant à l'extérieur des roues avant, afin de permettre un angle d'inclinaison de 45 degrés permettant des vitesses de virage plus élevées que le Tricity, qui a la fourche avant à l'intérieur des roues avant. L'espacement des roues avant est de 410 mm. Le mécanisme de direction nouvellement développé atteint une opérabilité et une direction très proches de celles d'une moto standard.La suspension avant utilise des bras quadrilatéraux parallèles pour soutenir la suspension en porte-à-faux. Elle est montée à l'extérieur des roues pour permettre une inclinaison maximale et comprend deux bras de fourche inversés de chaque côté : un bras arrière de 43 mm avec précharge et amortissement réglables, et un bras avant de 41 mm qui maintient l'ensemble en alignement. Les forces de direction sont appliquées via un groupe distinct de tirants et de liaisons, y compris des fusées d'essieu décalées. Ils réalisent la géométrie de direction Ackermann, similaire à celle de la plupart des voitures dans la mesure où lors d'un virage, la roue intérieure tourne progressivement plus que l'extérieur, car elle trace un rayon plus petit dans chaque virage. Les fusées d'essieu de chaque côté portent des roues en aluminium moulé de 15 pouces, utilisant des pneus 120/70-15.
Les mécaniques supplémentaires mènent à 263 kg de poids, environ 70 kg de plus que la moto classique MT-09 avec le même moteur de base.

## Statut légal
Au Japon
Selon la loi japonaise sur la circulation routière, comme le Tricity, le Niken répond aux exigences relatives aux véhicules à trois roues spécifiées dans la notification du Premier ministre et est classé comme une moto spécifique, plus précisément une grande moto spécifique . Ce type nécessite un permis de conduire grande moto.
L'application du code de la route est équivalente à celle des motos, et la vitesse maximale légale est de 60 km/h sur les routes générales et 100 km/h sur les routes nationales. Selon la loi sur les véhicules de transport routier, elle est traitée comme une « moto avec side-car » et est classée comme une petite voiture à deux roues en raison de sa cylindrée de 400 cm3 ou plus. Il est donc soumis au système d'enregistrement du contrôle technique automobile (contrôle technique du véhicule).

## Voir également
- Liste des tricycles motorisés
- Honda Gyroscope
- Piaggio MP3